# Анексія Рюкю

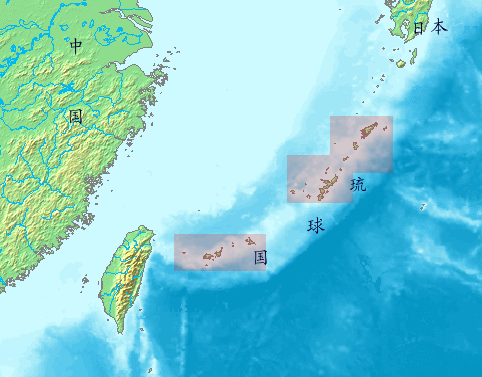
Острови Рюкю.

Ане́ксія Рюкю́ (яп. 琉球処分, りゅうきゅうしょぶん, МФА: [ɾʲuːkʲuː ɕobuɴ]) — приєднання Рюкюської держави до Японської імперії 1879 року шляхом перетворення першої у префектуру Окінава. В широкому значенні — процес поглинання Рюкюської держави японським урядом протягом 1872—1880 років.

## Передумови
Впродовж 17 — 19 століття Рюкюська держава мала особливий міжнародний статус. По-перше, вона знаходилася під прямим контролем японського автономного уділу Сацума й була інкорпорована в систему Японської конфедеративної держави на чолі з сьоґунатом Токуґава. По-друге, на відміну від інших членів конфедерації, Рюкю мало самостійні дипломатичні та торговельні зносини із Китаєм — китайські імператори надавали рюкюським монархам титул ванів та ярлик на правління, а ті у відповідь надсилали данину й отримували право торгувати з китайцями. По-третє, Рюкюська держава зберігала власну систему управління країною та оригінальну культуру, відмінні від японських та китайських аналогів. В історіографії нового часу Рюкю вважали державою, що була данником і васалом Японії та Китаю одночасно. Проте в історіографії новітнього періоду, цю державу розглядають як «іноземну країну в складі японської конфедерації». Залежність Рюкю від Японії була реальною і виражалася у щорічній сплаті податків японським правителям, в той час як залежність від Китаю мала формальний церемоніальний характер, вигідний для ведення торгівлі у системі китаєцентричних міжнародних відносин.
Після реставрації Мейджі 1868 року Японія стала на шлях розбудови національної унітарної держави і, в результаті, зіткнулася з проблемою статусу Рюкю. Японські політики прагнули встановити повний японський суверенітет над рюкюською територією, але конкретного плану дій визначено не було. Тому, коли 1871 року уряд скасував в Японії автономні уділи хани і замість них створив префектури, Рюкюська держава була тимчасово прикріплена до префектури Каґосіма як окрема адміністративна одиниця. Подією, що підштовхнула японську владу до вирішення рюкюського питання стало вбивство в листопаді того ж року 54 рюкюських рибалок на острові Тайвань місцевими аборигенами. 1872 року японський уряд змусив Рюкю надіслати офіційне посольство до Імператора Мейджі й від імені останнього проголосив перейменування Рюкюської держави на автономний уділ Рюкю. Рюкюський монарх Сьо Тай став удільним ваном і був прирівняний до японської тутилованої шляхти. Новостворений уділ Рюкю підпорядкували Міністерству закордонних справ. 1874 року, після вирішення адміністративних питань, японці вислали військову експедицію на Тайвань помститися за вбитих рюкюсців. Під час переговорів із китайською стороною в Пекіні японська делегація добилася контрибуцій, а також визнання за потерпілими рибалками статусу представників «народу, залежного від японської Держави». В результаті, Пекінський протокол став першим міжнародним документом, який чітко засвідчував приналежність Рюкю до Японської імперії і визначав рюкюсців підданими японського імператора.

## Перебіг

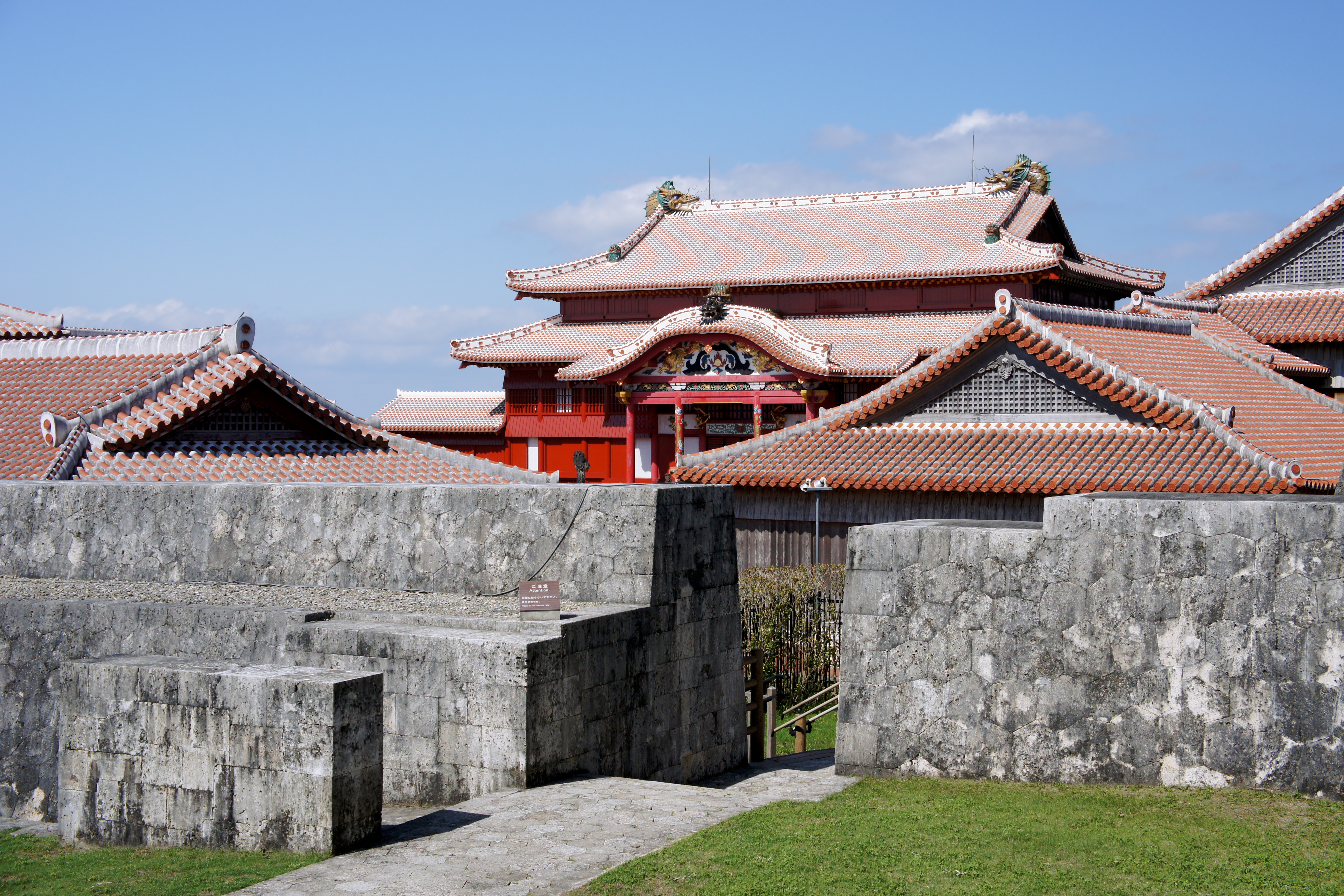
Замок Шюрі

В травні 1875 року японський уряд призначив Мацуду Мітіюкі відповідальним за остаточне врегулювання рюкюського питання. В липні того ж року він передав владі Рюкю вимоги японської сторони. Згідно з цими вимогами (1) рюкюсцям заборонялося відсилати даницькі посольства до Цінського Китаю і отримувати від китайських імператорів ярлики на правління; (2) замість китайського імператорського девізу правління рюкюсцям наказувалося використовувати японський девіз правління «Мейджі»; (3) рюкюський удільний ван Сьо Тай мусив прибути особисто до японської столиці з данницьким посольством подяки. Рюкюська сторона відкинула ці пропозиції, тому японський емісар повернувся до Токіо. В січні 1879 року він повернувся до Рюкю, повторивши старі вимоги, але йому знову відповіли відмовою. В березні того ж року Мацуда прибув у третє до рюсюської столиці, але цього разу в супроводі 300 японських солдат та 160 поліцейських. 11 березня він оголосив ліквідацію автономного уділу Рюкю та перетворення його на японську префектуру Окінава. 31 березня, здійснюючи силовий тиск на місцевий уряд, він добився здачі головної рюкюської цитаделі — замку Шюрі. Рюкюська держава була ліквідована, а постанови японської адміністративної реформи 1871 про касацію автономних уділів реалізовані.
В Рюкю були дуже незадоволені силовими методами японського уряду. Місцева знать намагалася організувати рух непокори, а деякі чиновники почали таємно виїздити до Цінського Китаю, скаржачись на дії японців. Династія Цін прагнула зберегти свій сюзеренітет над Рюкю, тому висловила японському урядові різкий протест і неприйняття анексії. Цінські силовики пропонували розпочати війну для повернення васальної держави, однак голова китайського дипломатичного відомства Лі Хуанчжан спробував владнати проблему за посередництва колишнього американського президента Улісса Ґранта, що перебував на той час в Китаї. В липні 1879 року Ґрант прибув до Японської імперії й запропонував японській владі владнати рюкюське питання спільно з династією Цін. Офіційний Токіо дав згоду на переговори і в жовтні 1880 року американець надав японцям свій план перерозподілу Рюкю. Згідно з цим планом Японська імперія мала визнати суверенітет Цінського Китаю над островами Міяко та Яеяма колишньої Рюкюської держави. В обмін за цю послугу пропонувалося вписати в текст Японсько-цінського договору про дружбу від 1871 року нове положення про режим найбільшого сприяння для Японської імперії в галузі торгівлі. Однак проект Ґранта реалізований не був через позицію китайської сторони, яка вважала його невигідним. Проблема територіальної приналежності Рюкю залишалася головним каменем спотикання в японсько-китайських відносинах. Вона була остаточно вирішена на користь Японської імперії лише після японсько-цінської війни 1894 — 1895 років.

## Наслідки й оцінки
В результаті ліквідації Рюкюської держави була утворена 47-а префектура Японії — Окінава. Рюкюсці стали підданими японського імператора, складовою японської політичної нації. Завдяки анексії Японська імперія визначила свої південно-західні кордони й отримала плацдарм для освоєння водних ресурсів цього регіону. Проте на відміну від решти японських префектур, до 1912 року в Окінаві зберігалася традиційна рюкюська політична і соціально-економічна система. Відсутність реформ спричинили господарське відставання регіону від Центральної Японії, й консервацію рюкюської етнічної свідомості.
В історіографії анексію Рюкю оцінюють по-різному. Науковці, які тлумачать подію позитивно, вважають її складовою процесу поглинання японських етносів та формування на їхній основі японської нації новітньої доби. Інша група істориків розцінює приєднання Рюкю негативно, вбачаючи в ньому акт агресії Японської імперії проти маленької острівної держави. Також є вчені, які визнають анексію Рюкю важливим етапом у формуванні японської нації, але наголошують на силових методах поглинання Рюкю.